# Ноль (группа)
«Ноль» — советская и российская рок-группа, была основана учениками одного класса 532-й школы г. Ленинграда певцом-баянистом Фёдором Чистяковым (по прозвищу «Дядя Фёдор») вместе с барабанщиком Алексеем Николаевым («Николс») и Анатолием Платоновым в Ленинграде осенью 1985 года. После записи первого альбома к музыкантам присоединился бас-гитарист Дмитрий Гусаков («Монстр») (ранее игравший в группе «Вымысел», а затем в группе «Цветные сны» с Ильёй Сёмкиным), а в 1987 году — гитарист Георгий Стариков. От других ансамблей конца 1980-х годов они отличались использованием баяна как главного солирующего инструмента рок-группы.

## История

### Предыстория
После того, как в 1983 году Фёдор Чистяков, Алексей Николаев и Анатолий Платонов стали учениками одного класса 532-й школы, они решили основать группу. Самым первым концертом можно назвать выступление под названием «Красногвардеец» в качестве районного подросткового вокально-инструментального ансамбля осенью 1983 года на районном конкурсе. Фёдор Чистяков играл на электрооргане, Алексей Николаев — на гитаре, Анатолий Платонов на басу. Также в группе играл барабанщик Сергей Агапов, а в качестве солистки на конкурс была приглашена одноклассница Светлана Филиппова. После успешного выступления группа получила право выступить в клубе «Красногвардеец» на танцах и сыграла через несколько месяцев один концерт.
Позже Фёдор, Алексей и Анатолий стали собираться втроём и репетировать свои песни. Репетиции происходили, в основном, дома у Алексея. Группу было решено назвать «Scrap», что было переведено как «металлолом». В апреле 1984 года мать Фёдора Чистякова на две недели легла в больницу, и, воспользовавшись этим, в его комнате в коммуналке они записали альбом группы.

Барабаны были смонтированы на базе кресла на колёсах… пионерский барабан уложили на сиденье, к ручке ремнём примотали киянку, на которой укрепили давно потерявшую первоначальную форму тарелку — получился малый барабан и хай-хэт. Недостающие части установки дополнили кастрюли и коробки из-под обуви.
— Платонов А. В. Ноль. Иллюстрированная история группы. — СПб.: Амфора, 2015. — С. 15—16.
В песне «Любовь» в качестве шутки был впервые использован баян. Основную часть песен пел Алексей Николаев, Фёдор Чистяков петь стеснялся и лишь подпевал в некоторых песнях. Запись распространялась, в основном, среди одноклассников и была издана официально только в 2000 году.

### Период активной деятельности
В 1985 году в газете «Смена» Фёдор Чистяков прочитал, что в Доме юного техника Андрей Тропилло бесплатно записывает рок-музыкантов. Взяв запись «Scrap», Фёдор направился к нему. Тропилло согласился записать группу, но предложил заменить название на русскоязычное. Так появилось название «Ноль».
Первый магнитоальбом группы, «Музыка драчёвых напильников», вышел в 1986 году. Он был записан Чистяковым и Николаевым вдвоём в течение года в студии Андрея Тропилло. В декабре 1986 года группа успешно выступила впервые в Ленинградском рок-клубе. Затем они много гастролировали по стране. Особенно мощными были выступления «Ноля» на пятом фестивале Ленинградского рок-клуба и на «Подмосковных вечерах» в Черноголовке. Впоследствии концертные записи этих и других выступлений вошли в двойной альбом «Школа жизни», вышедший в свет уже после распада группы.
Второй альбом «Сказки» был опубликован в 1989 году. Годом позже он вышел также на фирме «Мелодия». Главный «хит» этого альбома — «Сказка о колбасе». Другие хиты того времени — «Коммунальные квартиры», «Доктор Хайдер», «Болты вперёд».
Пока Николс служил в армии, с группой играли различные барабанщики, в том числе Сергей Шарков, А. Воронов (сейчас играет в группе «Tequilajazzz») и В. Никольчак. Николаев вернулся за барабаны во время записи третьего альбома «Северное буги», который был завершён в январе 1990 года. В этом альбоме можно было заметить стремление к более длительным, сложным, пафосным аранжировкам, тягу к монументальности.
Осенью 1991 года вышел самый известный альбом Ноля «Песня о безответной любви к Родине». На CD он был дополнен двумя песнями, записанными для саундтрека так и не снятого фильма «Dawaj Rock-n-roll». Песни «Улица Ленина», «Этот русский Rock-n-roll», «Песня о настоящем индейце» и, конечно, «Человек и кошка» надолго стали хитами, и до сих пор являются визитными карточками группы. Видеоклипы, снятые по песням «Человек и кошка» и «Иду — курю», довольно часто транслировались по телевидению.
Летом 1992 года, уже без гитариста Г. Старикова, был выпущен альбом «Полундра!», получившийся, наверное, самым жёстким и громким со времён «Музыки драчёвых напильников». Основные номера альбома — эпические «Мажорище» и «Блуждающий биоробот», феерический блюз «Звуки природы (Мухи)» и наконец-то записанная в студии «Школа жизни», главный ударный номер концертов группы и гимн поколения 1980-х. Следует заметить, что именно благодаря пародийно-пафосной песне «Говнорок» в лексиконе музыкальных критиков появился одноимённый термин.

### Перерыв на пять лет
Во время записи альбома Полундра! (1992) Чистяков оказался в «Крестах» в связи с уголовным делом, заведённым на него после попытки убийства сожительницы, Ирины Линник. Суд признал его невменяемым, и он был отправлен на принудительное лечение в психиатрическую больницу имени Скворцова-Степанова. Сразу после того, как был выписан, он присоединился к свидетелям Иеговы. Последовала пятилетняя тишина в творчестве группы. За это время оставшиеся музыканты записали без участия Фёдора Чистякова альбом «Бредя» под вывеской «Ноль без палочки».
В 1994 году Алексей «Николс» Николаев и Дмитрий «Монстр» Гусаков принимают участие в записи альбома Глеба Сальникова «Помнишь ли ты?…»

### Второе дыхание
Группа ненадолго обрела второе дыхание в 1997—1998 годах: собрался основной состав Чистяков — Николаев — Гусаков — Стариков, к ним присоединился Пётр Струков из группы «Дети». В таком составе группа дала несколько концертов под названием «Фёдор Чистяков и Оркестр электрического фольклора» и «Фёдор Чистяков и Ноль». Этот период быстро закончился распадом группы в мае 1998, был выпущен концертный альбом «Что так сердце растревожено» с инструментальными композициями, несколькими сильно изменёнными песнями «Ноля» и новыми вещами Чистякова. После этого Чистяков занялся творчеством, собрав группу «Зелёная комната». Одно время в составе группы Фёдора Чистякова появлялся Гусаков, а на паре концертов — даже вся ритм-секция «Ноля».
Все альбомы группы «Ноль» переизданы московским лейблом «Отделение ВЫХОД». В 2003 году был издан сборник архивных записей «Ноля» Созрела дурь (несколько песен на нём записаны при участии Сергея Селюнина из группы «Выход»), а в июле 2007 года вышло обновлённое издание альбома «Полундра!». В 2010 и 2011 году были изданы концертные записи «6 Ленинградский рок-фестиваль» и «Горбушка 1988».
С 2010 года Фёдор Чистяков выступает с собственной группой «F4Band» (или «Чистяков Бэнд»). Долгое время он принципиально не исполнял песни из репертуара «Ноля» по причине того, что они противоречат его кардинально изменившемуся с тех пор мировоззрению.
Однако в 2016 году к 30-летию группы был выпущен сборник перезаписанных хитов «Ноля» прошлых лет под названием «Ноль +30».
31 июля 2017 года Группа Ноль представила первый сингл после своего реюниона — «Время жить».
«Песня „Время жить“ оказалась последней совместной работой Фёдора Чистякова и барабанщика первого состава группы Алексея „Николса“ Николаева, в формате ещё того, „старого“ Ноля. По ряду причин в 1992 году работа не была завершена, до студии дело так и не дошло. По прошествии 25 лет дописан текст, и песня наконец записана в студии», — сообщается в описании песни.
На осень 2017 года официально анонсировалось возрождение «Ноля» в прежнем, классическом, формате, однако в связи с вынужденной эмиграцией Федора Чистякова в США от планов по возрождению группы на текущий момент пришлось отказаться.
Из этого следует, что возрождение группы только формальное. Дальнейшие планы связаны с выпуском и перевыпуском архивных записей.

## Состав
- Фёдор Чистяков — вокал, баян (изредка — гитара, балалайка, клавишные) (1985—1992, 1997—1998, 2017—н. в.).
- Алексей Николаев — барабаны, перкуссия (изредка — гитара, балалайка) (1985—1992, 1997—1998, 2017—н. в.).
- Дмитрий Гусаков — бас-гитара.
- Георгий Стариков — гитара, балалайка.
- Пётр Струков (1997—1998) — балалайка, гитара.

## Дискография[5]

### Студийные альбомы
| № | Год выпуска | Название                             | Лейбл           |
| - | ----------- | ------------------------------------ | --------------- |
| 1 | 1986        | «Музыка драчёвых напильников»        | АнТроп          |
| 2 | 1989        | «Сказки»                             | Мелодия         |
| 3 | 1990        | «Северное буги»                      | АнТроп          |
| 4 | 1991        | «Песня о безответной любви к Родине» | Feelee          |
| 5 | 1992        | «Полундра!»                          | МММ-студия      |
| 6 | 1992        | «Созрела дурь»                       | Отделение Выход |

### Концертные альбомы
| № | Год выпуска | Год записи | Название                        | Лейбл | Комментарий |
| - | ----------- | ---------- | ------------------------------- | ----- | ----------- |
| 1 | 1990        | 1987-90    | «Школа жизни»                   |       |             |
| 2 | 1999        | 1997-98    | «Что так сердце растревожено»   |       |             |
| 3 | 2010        | 1988       | «6 Ленинградский Рок-фестиваль» |       |             |
| 4 | 2011        | 1987-88    | «Горбушка 1988»                 |       |             |

### Сборники
| № | Год выпуска | Название                         | Лейбл | Комментарий |
| - | ----------- | -------------------------------- | ----- | ----------- |
| 1 | 1995        | «All The Best! (1)»              |       |             |
| 2 | 1998        | «All The Best! (2)»              |       |             |
| 3 | 1999        | «Легенды русского рока»          |       |             |
| 4 | 2007        | «Лучшие песни (Новая коллекция)» |       |             |

### Видеоальбомы
| № | Год выпуска | Год записи | Название                  | Лейбл | Комментарий |
| - | ----------- | ---------- | ------------------------- | ----- | ----------- |
| 1 | 2011        | 1992       | «Общежитие студентов МГУ» |       |             |
| 2 | 2013        |            | «Клипы и фильм»           |       |             |

### Проекты под другим названием
| № | Год выпуска | Название   | Лейбл | Проект             | Комментарий |
| - | ----------- | ---------- | ----- | ------------------ | ----------- |
| 1 | 1984        | «Scrap»    |       | «Scrap»            |             |
| 2 | 1990        | «Говнорок» |       | «Чёрные индюки»    |             |
| 3 | 1994        | «Бредя»    |       | «Ноль без палочки» |             |

## Кинематограф
Участие «Ноля» в саундтреке «Гонгофера» (1992) — следствие увлечения музыкой группы режиссёра фильма Бахыта Килибаева, снявшего до этого клип «Иду — курю». Всего в ленте задействовано семь песен группы; большинство из них взято из альбома «Северное Буги».
В 1999 году вышел фильм «8 ½ $», в котором использовалась песня «Индеец».
Музыкальная тема «Choral Prelude № 73» в интерпретации Фёдора Чистякова является сопровождающей музыкальной темой в сериале «Участок» (2003). Также, к сериалу совместно с Владимиром Фёдоровым была написана финальная музыкальная тема (в титрах).
В 2007 году вышел фильм «Особенности национальной подлёдной ловли, или Отрыв по полной». Там Семён Стругачёв исполнял песни группы «Школа жизни», «Улица Ленина», «Человек и кошка» и в конце фильма играла композиция «Брайануино».
В 2008 году в прокат вышел фильм «Стиляги». В нём Сергей Гармаш исполнил песню «Человек и кошка».
В шестом сезоне сериала «Восьмидесятые» (2016) песня «Я. Л. Ю. Б. Л. Ю. Т. Е. Б. Я.» была выбрана главной музыкальной темой. Также звучали и другие песни группы.
В 2016 году в сериале «Бедные люди» на телеканале «ТНТ» песня «Этот русский рок-н-ролл» была использована в заставке сериала, а также в течение сериала периодически играла песня «Улица Ленина».
В телесериале «Ивановы-Ивановы», транслирующемся с 2017 года, периодически звучит «Песня о настоящем индейце».
«Иду — курю» — мелодия песни включена в саундтреки некоторых фильмов (напр., служит лейтмотивом в сериале «Война семей» (2020) и др.)